# أحمد فهمي (سياسي)
أحمد فهمي (12 فبراير 1953 -) آخر رئيس لمجلس الشورى قبل إلغاءه في دستور 2014 ، وعضو بحزب الحرية والعدالة المنحل (الذراع السياسية لجماعة الإخوان المسلمين).

## السيرة الذاتية
فيما يلي بعض المعلومات عن الدكتور أحمد فهمي:- 

### المؤهلات العلمية
- بكالوريوس العلوم الصيدلية-كلية الصيدلة-جامعة القاهرة-مايو 1976
- ماجستير في العلوم الصيدلية«فارماكولوجى» كلية الصيدلة-جامعة الزقازيق 1981
- دكتوراه في العلوم الصيدلية"فارماكولوجى"كلية الصيدلة-جامعة الزقازيق -أشراف مشترك مع جامعة توبنغن بألمانيا يوليو 1985

### المراكز العلمية
- معيد بقسم الفارماكولوجى- كلية الصيدلة - جامعة الزقازيق
- مدرس مساعد بقسم الفارماكولوجى - كلية الصيدلة - جامعة الزقازيق
- مدرس الفارماكولوجى- كلية الصيدلة - جامعة الزقازيق
- أستاذ مساعد - كلية الصيدلة - جامعة الزقازيق
- قائم بعمل رئيس قسم الفارماكولوجى - كلية الصيدلة - جامعة الزقازيق يناير1993
- أستاذ الفارماكولوجى- كلية الصيدلة- جامعة الزقازيق1990
- رئيس قسم الفارماكولوجى- كلية الصيدلة- جامعة الزقازيق من يناير1994 حتــى يوليو1997 ثم من 17/6/2000 حتى 17/2/2004

### الخبرات التدريسية والإشراف العلمي
- تدريس المقررات النظرية لعلوم الفارماكولوجى والسموم والكيمياء الشرعية والمعايرات الإحيائية لكل طلبة مرحلة البكالوريوس وكذلك طلبة الدراسات العليا بكلية الصيدلة، جامعة الزقازيق وطلبة -كلية الصيدلة جامعة الفاتح- طرابلس- ليبيا - في العــام الجامعى 88/1990 وجامعة 6 أكتوبر وجامعة مصر للعلوم والتكنولوجيا ومصر الدولية
- المشاركة في الأشراف ومناقشة أكثر من 50 رسالة ماجستير ودكتوراه في جامعات الزقازيق والقاهرة والإسكندرية وحلوان وطنطا وعين شمس والمنيا.

### الجمعيات والهيئات العلمية المشترك فيها
- الجمعية الصيدلية المصرية (عضو مجلس إدارة لمدة 6 سنوات)
- الجمعية الأوربية لمرض السكر
- الجمعية العالمية لمرض السكر
- جمعية الفارماكولوجى الألمانية
- عضو مجلس النقابة العامة للصيادلة ومقرر اللجنة العلمية من عام1992 حتى 2011
- عضو الجنة العليا للرقابة على الادوية بوزارة الصحة من عام1997 حتى 2008
- عضو اللجان الفنية بالمجالس القومية المتخصصة من عام2000 حتى الآن
- عضو لجنة الفارماكولوجى بمركز السياسات الدوائية لمدة عشر سنوات

### المؤلفات العلمية
- المشاركة في تأليف كتاب الفارماكولوجى(3 صيدلة)
- المشاركة في تأليف كتاب للسموم والكيمياء الشرعية (بكالوريوس صيدلة)
- المشاركة في تأليف كتاب المعايرات (بكالوريوس صيدلة) جامعة6 أكتوبر
- نشر أكثر من 60 بحثا علميا في المجلات العلمية المختلفة

## رئاسته مجلس الشورى
بعد فوز أحمد فهمى، بعضوية مجلس الشورى عن محافظة الشرقية، اختارته الهيئة البرلمانية لحزب الحرية والعدالة لرئاسة مجلس الشورى. ومن ثم فاز بمنصب رئيس مجلس الشورى بالتزكية، نظرا لعدم تقدم أي مرشح من نواب المجلس لمنافسة النائب بالترشح أمامه.
ويعتبر بذلك أحمد فهمي فائزًا بالتزكية برغم إجراء تصويت نداء بالاسم على المرشح بين أعضاء المجلس؛ كما تقتضي اللائحة، بضرورة إجراء التصويت على المرشح لرئاسة المجلس.

### ما بعد حل مجلس الشورى
قالت وسائل إعلام مصرية، إن عددا من قيادات جماعة الإخوان المسلمين وحزب الحرية والعدالة «المنحل» نأت بنفسها تماما عن الظهور في المشهد بعد الإطاحة بحكم الجماعة عام 2013 ويُعد أحمد فهمي، رئيس مجلس الشورى السابق، أحد أبرز تلك القيادات التي اختفت تمامًا عن المشهد السياسي، بعد عزل الرئيس الراحل محمد مرسي. كما قالت بعض المواقع الإخبارية «إن أحمد فهمي يتحرك بشكل متحرر وعادي بين عمله كـ» أستاذ بكلية الصيدلية بجامعة الزقازيق «وبيته، ولم يتم اتهامه بأي قضية متعلقة بالإخوان، ولم يتم إلقاء القبض عليه إلا مرة واحدة بعد عزل الرئيس مرسي مباشرة، وتم إلقاء القبض عليه ليوم واحد ثم تم الإفراج عنه».